# 背负式喷雾器
背负式喷雾器是一种携带轻便的森林防火灭火工具。由三个主要部件组成：容积为15—20升的盛水胶囊；0.7—1米长的胶皮管；一支带喷嘴的往复式水枪。可装水，也可装化学药液。可用于直接灭火、清理火场和建立临时化学阻火带。
中国于1958年开始批量生产背负式喷雾器，1980年代后由塑料代替铁皮药箱，全塑机型越来越普及。